# Destiny Udogie
Iyenoma Destiny Udogie (ur. 28 listopada 2002 w Weronie) – włoski piłkarz pochodzenia nigeryjskiego, występujący na pozycji lewego obrońcy w klubie Tottenham Hotspur.